# Zarudynci
Zarudynci (ukr. Зарудинці) – wieś na Ukrainie, w obwodzie winnickim, w rejonie niemirowskim. W 2001 roku liczyła 332 mieszkańców.
W okolicy Zarudynców, Josypenków i Ozera odkryto pozostałości trzech osad kultury trypolskiej. Miejscowość została założona w XVIII wieku. W czasach radzieckich we wsi znajdował kołchoz „13-riczczia Żowtnia”.